# Suillia bistrigata
Suillia bistrigata är en tvåvingeart som först beskrevs av Johann Wilhelm Meigen 1830.  Suillia bistrigata ingår i släktet Suillia och familjen myllflugor. Inga underarter finns listade i Catalogue of Life.